# Tristellateia
Chi Mai hoàng yến (danh pháp khoa học: Tristellateia) là một trong khoảng 75 chi thực vật có hoa trong họ Malpighiaceae. Chi Mai hoàng yến gồm đa phần là các loài dây leo thân cuốn hoặc cây bụi có nhánh leo. Có khoảng 30 loài trong chi này, và chúng phần lớn đều có nguyên xuất từ miền đông châu Phi, Madagascar. Các loài Mai hoàng yến chủ yếu được trồng làm cảnh ở nhiều nơi trên thế giới.
Một số loài tiêu biểu
- Tristellateia acutifolia Arènes
- Tristellateia africana S.Moore
- Tristellateia ambondrensis Arènes
- Tristellateia ambongensis Arènes
- Tristellateia australasiae A. Rich (Mai hoàng yến)
- Tristellateia bernierana A.Juss.
- Tristellateia bojerana A.Juss.

## Hình ảnh

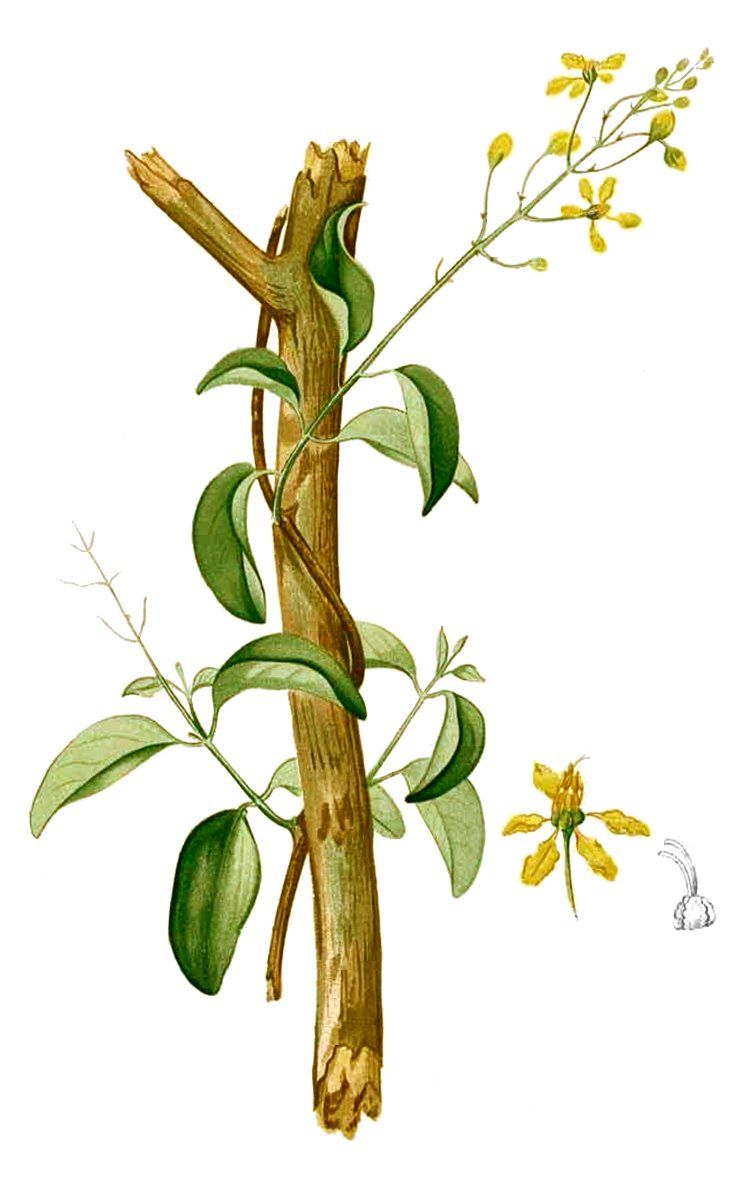